# Олсуф'єв Микола Григорович
Мико́ла Григо́рович Олсу́ф'єв (9 лютого 1905, Марковичи, Волинська губернія, Російська імперія — 18 вересня 1988, Москва) — радянський ентомолог, паразитолог і епідеміолог, який народився в Україні.

## Життєпис
Народився 9 лютого 1905 року у селі Марковичи Волинської губернії. У 1921 році закінчив гімназію у Пензі, у 1925 році вступив до Ленінградського інституту прикладної зоології та фітопатології. Після його закінчення у 1930 році працював у Всесоюзному НДІ захисту рослин, а 1933 року переїхав до Москви. Після переводу сюди ж з Ленінграда Всесоюзного інституту експериментальної медицини (1934) працював у ньому. Тут він захистив докторську дисертацію (1939) і був обраний професором (1941).
Під час Другої світової війни служив у Радянській армії майором медичної служби, опікуючись протиепідемічними заходами у Середньоазійському та Туркестанському військових округах. З 1946 року і до кінця життя М. Олсуф'єв завідував лабораторією туляремії в Інституті епідеміології і мікробіології Академії медичних наук СРСР. Помер 18 вересня 1988 року, похований на Ваганьковському кладовищі у Москві.

### Сім'я[4][5][6]
Батько Григорій Васильович Олсуф'єв (1875–1957) походив зі старовинного дворянського роду. У 1910 роках працював діловодом у Пензенському відділку Селянського поземельного банку. Ентомолог-аматор, дійсний член Російського ентомологічного товариства, автор праць «Краткое руководство для собирания насекомых» (1913), «Обзор бронзовок Кавказа и сопредельных стран» (1916) та інших. Емігрував з дружиною (другий шлюб) до Франції у 1928 році, потім працював ентомологом у Марокко, з кінця 1920-х років жив і працював на Мадагаскарі, де і помер.
Мати Анна Олександрівна Олсуф'єва (до шлюбу Соломирська) (близько 1880-1946) з Г. В. Олсуф'євим розлучилася (1913), повторно одружилася і Микола Григорович виховувався у її новій родині.
Сестра Ольга Григорівна Богораз (літературний псевдонім Алла Зіміна) (1903, Козлово, Зарайського повіту Рязанської губернії – 1986) — поетеса, акторка, театральний редактор, авторка пісень. Працювала у Большому театрі в Москві (1922–23), на студії «Межрабпомфільм». У 1936 році заарештована і засуджена на три роки за контрреволюційну агітацію. Строк відбувала у Воркутлазі, за два роки після звільнення добровільно повернулася до Воркути. Дружина Й. А. Богораза і мати правозахисниці Лариси Богораз. Жила з чоловіком у Воркуті (1941—1949). у 1944—1948 роках виступала у музично-драматичному театрі комбінату «Воркутавугілля», в Ігарці (1949–51), Коряжмі (1954—1957), потім у Москві.  Авторка понад 1000 пісень, серед яких «Гімн старих воркутян» (неофіційний гімн міста). Реабілітована 30.12.1956 року.
Брат Василь Григорович Олсуф'єв (1910-1982)
Донька Елеонора Миколаївна (нар. 1930), лікар-педіатр, зав. клінічною лабораторією дитячої міської клінічної лікарні ім. Н. Ф. Філатова у Москві.
Донька Євгенія Миколаївна (нар. 1946), хімік-синтетик, професор (2011), провідний науковий співробітник НДІ з пошуку нових антибіотиків імені Г. Ф. Гаузе (Москва).
Донька Олена Миколаївна (нар. 1954), художниця.

## Науково-дослідна робота
Найголовніші праці М. Олсуф'єва здійснено у галузі ентомології та паразитології. Він був знаним фахівцем у вивченні ґедзів, описавши два їх нових роди та близько 40 видів, як нові для науки. Він також розробив теоретичні засади і практичну систему профілактики небезпечної інфекційної хвороби туляремії.
Микола Григорович є автором понад 300 наукових праць, серед яких шість монографій. В тому числі фундаментальні зведення з ґедзів у серії «Фауна СРСР» (1937; 2-е видання — 1977), «Туляремія и заходи з її попередження» (3-є видання, 1959), «Географія природно-осередкових хвороб людини у зв'язку з завданням їх профілактики» (1969, у співавторстві з Б. П. Доброхотовим, В. В. Ананьїним та ін.), «Природна осередковість, епідеміологія і профілактика туляреміїи» (1970, разом з Т. Н. Дунаєвою), «Таксономія, мікробіологія и лабораторна діагностика збудника туляремії» (1975) та інші.
1957 року М. Олсуф'єва обрано членом-кореспондентом Академії медичних наук СРСР. За його науковим керівництвом підготовлено 23 кандидатських та 10 докторських дисертацій. Його ентомологчну (12742 екземпляри комах) передано до Зоомузею Московського університету.
М. Г. Олсуф'єва нагороджено орденом Вітчизняної війни 2-го ступеню, двома орденами Трудового Червоного Прапора, Золотою медаллю ім. Є. Н. Павловського, орденом Кирила і Мефодія II ступеню (Болгарія) і почесним дипломом наукового товариствам Пуркин'є (Чехословаччина).